# Luna 12
Luna 12 (appelée aussi Lunik 12 ou Objet 02508) fut la douzième sonde soviétique du programme Luna. Luna 12 fut lancée vers la Lune depuis une orbite terrestre intermédiaire et se satellisa autour de la Lune le 25 octobre 1966.

## Caractéristiques de la mission
Le communiqué du 22 octobre 1966 de l'agence Tass se borne a des indications très générales sur les objectifs de Luna 12 : « une étude complémentaire du comportement des satellites artificiels de la Lune ainsi que des recherches dans l'espace circumlunaire ».
- Pays : Union des républiques socialistes soviétiques
- Date de lancement : 22 octobre 1966 à 08 h 38 min 00 s (UTC)
  - Site de lancement : Tyuratam, Cosmodrome de Baïkonour (Kazakhstan)
  - Lanceur : Molniya 8K78M
- Masse : 1 620 kg
- Orbite lunaire [2],[3]:
  - Périapse : 1 740 km
  - Apoapse : 100 km
  - décrite en 3 h 35 min
  - Inclinaison : 4°
  - Excentricité : 0,31

## Déroulement
Luna 12 fut lancée vers la Lune depuis une orbite terrestre intermédiaire et se satellisa autour de la Lune le 25 octobre 1966. La sonde emportait un système de télévision permettant de prendre et de transmettre des images de la surface lunaire. Les images comportaient 1100 lignes pour une résolution comprise entre 15  et   20 m. Des vues en lumière rasante de l'Océan des Tempêtes furent prises. Les clichés furent retransmis le 27 octobre 1966 jusqu'au 6 novembre. On ne connaît pas exactement le nombre de photos qui furent réceptionnées. Le contact radio avec la sonde fut perdu le 19 janvier 1967 après 602 révolutions et 302 transmissions.
Réagissant à la diffusion de photographies des payasages lunaires prises par les sondes américaines Lunar Orbiter 1 et 2, la télévision sovéitique diffusa le 29 octobre 1966 deux des photographies prises par Luna 12.